# Michelle Smith
Michelle Smith (16 de diciembre de 1969, Rathcoole, Dublín) es una nadadora irlandesa retirada que ganó cuatro medallas —tres de ellas de oro— en los  Juegos Olímpicos de Atlanta 1996.

## Carrera deportiva
En los Juegos Olímpicos de Atlanta 1996 ganó cuatro medallas: oro en 400 metros estilo libre —con un tiempo de 4:07.25 segundos, por delante de la alemana Dagmar Hase y la neerlandesa Kirsten Vlieghuis—, oro en 200 metros estilos —con un tiempo de 2:13.93 segundos, por delante de la canadiense Marianne Limpert y la china Lin Li—, oro en 400 metros estilos —con un tiempo de 4:39.18 segundos por delante de la estadounidense Allison Wagner—, y medalla de bronce en 200 metros mariposa, tras las australianas Susie O'Neill y Petra Thomas.
Además en el Campeonato Europeo de Viena 1995 ganó el oro 200 metros mariposa y 200 metros estilos, y plata en 400 metros estilos; y dos años después, en el Campeonato Europeo de Sevilla 1997 ganó dos oros —en 200 metros estilo libre y 400 metros estilos— y dos platas, en 400 metros libres y 200 metros mariposa.